# Argentina en los Juegos Olímpicos de Salt Lake City 2002
Argentina participó en los Juegos Olímpicos de Salt Lake City 2002, con una delegación de 11 atletas (8 hombres y 3 mujeres) que compitieron en 5 deportes. El portador de la bandera en la ceremonia de apertura fue el esquiador Cristian Simari Birkner.
El equipo olímpico argentino no obtuvo ninguna medalla en estos Juegos.

## Biatlón
Masculino
| Atleta         | Evento           | Fallos | Tiempo    | Posición |
| -------------- | ---------------- | ------ | --------- | -------- |
| Ricardo Oscare | 10 km sprint     | 3      | 30:00,2   | 81       |
| Ricardo Oscare | 20 km individual | 6      | 1:02:08,1 | 80       |

Femenino
| Atleta         | Evento           | Fallos | Tiempo    | Posición |
| -------------- | ---------------- | ------ | --------- | -------- |
| Natalia Lovece | 7,5 km sprint    | 8      | 29:33,2   | 73       |
| Natalia Lovece | 15 km individual | 12     | 1:09:56,8 | 69       |

## Esquí acrobático
Masculino
| Atleta      | Evento  | Clasificación | Clasificación | Final     | Final     |
| Atleta      | Evento  | Puntos        | Posición      | Puntos    | Posición  |
| ----------- | ------- | ------------- | ------------- | --------- | --------- |
| Clyde Getty | Aerials | 117,02        | 25            | No avanzó | No avanzó |

## Esquí alpino
Masculino
| Atleta                  | Evento          | 1.ª manga | 2.ª manga | Total         | Total         |
| Atleta                  | Evento          | Tiempo    | Tiempo    | Tiempo        | Posición      |
| ----------------------- | --------------- | --------- | --------- | ------------- | ------------- |
| Cristian Simari Birkner | Descenso        | —         | —         | Descalificado | Descalificado |
| Cristian Simari Birkner | Eslalon         | 51,55     | 55,27     | 1:46,82       | 17            |
| Cristian Simari Birkner | Eslalon gigante | 1:16,00   | 1:13,79   | 2:29,79       | 30            |
| Nicolás Arsel           | Descenso        | —         | —         | 1:49,75       | 52            |
| Nicolás Arsel           | Super gigante   | —         | —         | 1:28,55       | 30            |
| Agustín García          | Super gigante   | —         | —         | 1:30,59       | 32            |

| Atleta                  | Evento    | Descenso      | Eslalon    | Eslalon   | Total     | Total     |           |
| Atleta                  | Evento    | Tiempo        | Tiempo 1   | Tiempo 2  | Tiempo    | Posición  |           |
| ----------------------- | --------- | ------------- | ---------- | --------- | --------- | --------- | --------- |
| Cristian Simari Birkner | Combinado | Descalificado | No avanzó  | No avanzó | No avanzó | No avanzó | No avanzó |
| Agustín García          | Combinado | 1:49,77       | No terminó | No avanzó | No avanzó | No avanzó |           |
| Nicolás Arsel           | Combinado | 1:48,12       | 51,24      | 57,22     | 3:36,58   | 23        |           |

Femenino
| Atleta                     | Evento          | 1.ª manga  | 2.ª manga  | Total     | Total     |
| Atleta                     | Evento          | Tiempo     | Tiempo     | Tiempo    | Posición  |
| -------------------------- | --------------- | ---------- | ---------- | --------- | --------- |
| María Belén Simari Birkner | Descenso        | —          | —          | 1:46,97   | 35        |
| María Belén Simari Birkner | Eslalon         | 59,59      | 1:00,99    | 2:00,58   | 31        |
| María Belén Simari Birkner | Eslalon gigante | 1:20,65    | 1:18,69    | 2:39,34   | 34        |
| Macarena Simari Birkner    | Descenso        | —          | —          | 1:46,77   | 34        |
| Macarena Simari Birkner    | Eslalon         | No terminó | No terminó | No avanzó | No avanzó |
| Macarena Simari Birkner    | Eslalon gigante | 1:21,87    | 1:19,68    | 2:41,55   | 39        |
| Macarena Simari Birkner    | Super gigante   | —          | —          | 1:20,24   | 31        |

| Atleta                     | Evento    | Descenso | Eslalon  | Eslalon  | Total   | Total    |
| Atleta                     | Evento    | Tiempo   | Tiempo 1 | Tiempo 2 | Tiempo  | Posición |
| -------------------------- | --------- | -------- | -------- | -------- | ------- | -------- |
| María Belén Simari Birkner | Combinado | 1:19,94  | 49,29    | 46,69    | 2:55,92 | 20       |
| Macarena Simari Birkner    | Combinado | 1:19,21  | 48,14    | 45,55    | 2:52,90 | 17       |

## Luge
Masculino
| Atleta           | 1.ª manga | 1.ª manga | 2.ª manga | 2.ª manga | 3.ª manga | 3.ª manga | 4.ª manga | 4.ª manga | Total    | Total    |
| Atleta           | Tiempo    | Posición  | Tiempo    | Posición  | Tiempo    | Posición  | Tiempo    | Posición  | Tiempo   | Posición |
| ---------------- | --------- | --------- | --------- | --------- | --------- | --------- | --------- | --------- | -------- | -------- |
| Rubén González   | 48,180    | 46        | 46,931    | 38        | 48,533    | 45        | 48,276    | 42        | 3:12,808 | 41       |
| Marcelo González | 47,314    | 44        | 47,819    | 44        | 46,883    | 41        | 53,431    | 47        | 3:14,559 | 43       |

## Skeleton
Masculino
| Atleta          | 1.ª manga | 1.ª manga | 2.ª manga | 2.ª manga | Total   | Total    |
| Atleta          | Tiempo    | Posición  | Tiempo    | Posición  | Tiempo  | Posición |
| --------------- | --------- | --------- | --------- | --------- | ------- | -------- |
| Germán Glessner | 55,40     | 26        | 57,25     | 26        | 1:52,65 | 26       |